# Abantis paradisea
Abantis paradisea, tên phổ biến là bướm nhảy thiên đường, là một loài bướm ngày thuộc họ Bướm nhảy. Loài này được tìm thấy ở KwaZulu-Natal, Zululand, Transvaal, Eswatini, Zimbabwe và từ Botswana đến Somalia.
Sải cánh của loài này dài từ 40–45 mm đối với con đực và 43–55 mm đối với con cái. Con trưởng thành mọc cánh quanh năm với đỉnh điểm vào mùa thu từ tháng 4 đến tháng 6 và vào mùa xuân từ tháng 8 đến tháng 11.
Ấu trùng ăn Hibiscus tiliaceus, Cola natalensis, các loài thuộc chi Annona, Bridelia cathartica, Bridelia micrantha, Pseudolachnostylis maprouneifolia, Lonchocarpus capassa và Lecaniodiscus fraxinifolius.